# Bundesrat (Deutsches Reich)

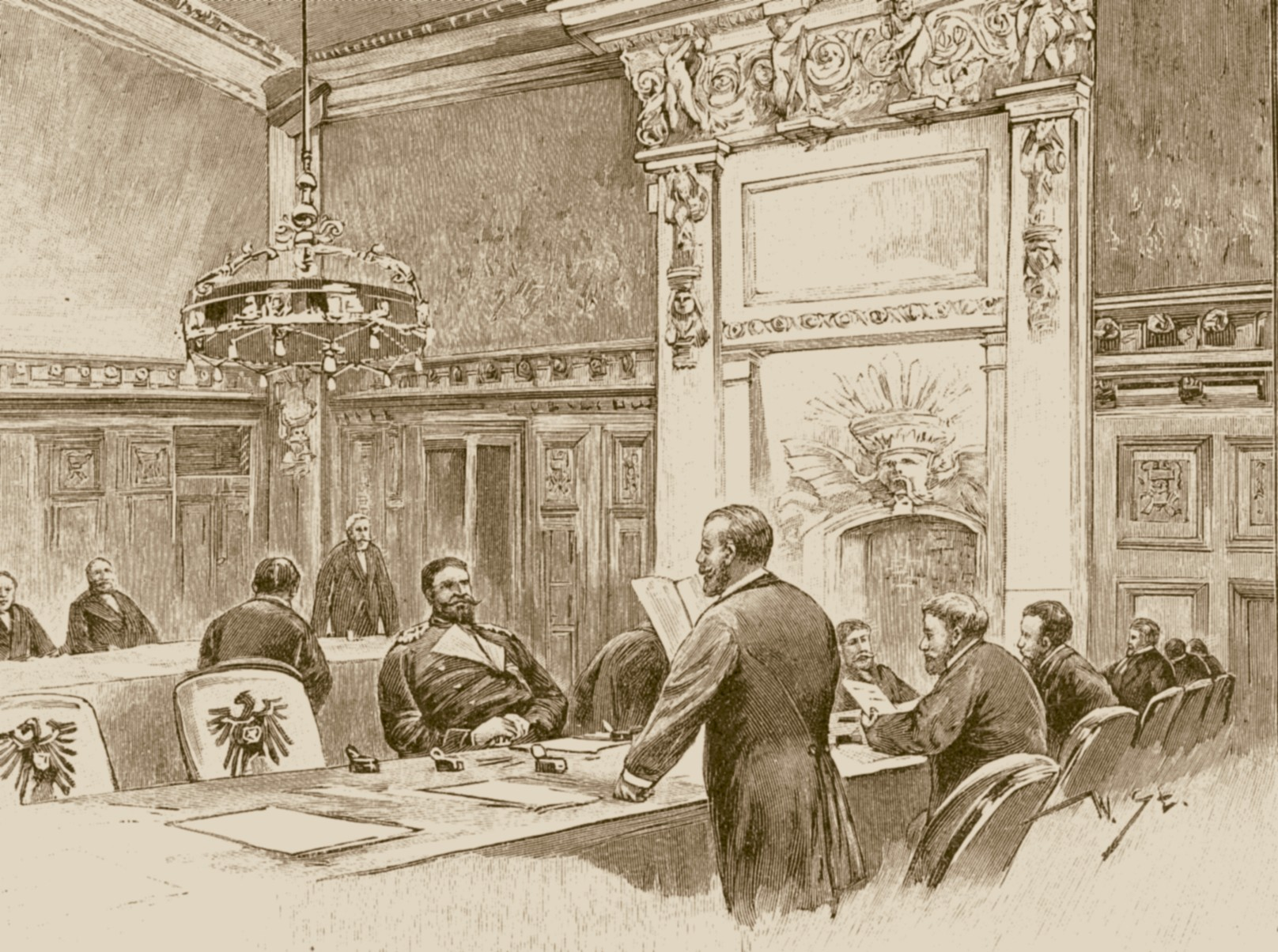
Sitzungssaal des Bundesrates im Reichstagsgebäude (um 1894)

Der Bundesrat war ein Staatsorgan im Norddeutschen Bund (1867–1870) und im Deutschen Kaiserreich (1871–1918). Als Vertretung der Gliedstaaten bestand er aus Bevollmächtigten der Einzelstaaten, aus denen Deutschland bestand. Bundesgesetze bzw. Reichsgesetze bedurften der Zustimmung von Bundesrat und Reichstag, damit sie in Kraft treten konnten. Darüber hinaus bestimmte der Bundesrat bei weiteren Handlungen des Reichstags oder des Kaisers mit. Ihm oblagen auch gewisse verfassungsgerichtliche Aufgaben.
Staatsrechtler sehen im Bundesrat das laut Verfassung höchste Reichsorgan, wenngleich seine wirkliche politische Bedeutung wesentlich geringer war. Vorsitzender des Bundesrats war der Bundeskanzler bzw. Reichskanzler, der als solcher nur die Sitzungen leiten und die Beschlüsse ausführen sollte. Er hatte weder Sitz und Stimme noch ein Initiativrecht, konnte also keine Gesetze vorschlagen, obwohl er als Reichskanzler der Chef der Regierung war.
In der Praxis jedoch waren der Reichskanzler und der preußische Ministerpräsident fast immer dieselbe Person. Über Preußen konnte der Kanzler daher als Mitglied des Bundesrats auftreten und Gesetzesinitiativen einbringen. Die preußischen Bevollmächtigten hatten 17 von 58 (ab 1911 61) Stimmen. Das war zwar die höchste Stimmenzahl, entsprach jedoch nicht dem tatsächlichen Übergewicht Preußens, das zwei Drittel des Reichsgebietes innehatte. Preußen bzw. der Reichskanzler brauchten daher die Unterstützung der anderen Staaten im Bundesrat, um die Macht des Bundesrates für sich zu nutzen.

## Bezeichnung
Von einem Bundesrat war bereits in Verfassungsentwürfen für den Deutschen Bund 1814/1815 die Rede. Der Ausdruck erscheint auch in der Frankfurter Reformakte von 1863. Jener Bundesrat hätte dem Engeren Rat des Bundestags und auch dem späteren tatsächlichem Bundesrat geähnelt: Er wäre ein ständiger Gesandtenkongress mit Vertretern der Einzelstaaten gewesen.
In den Verfassungstexten erscheint der Bundesrat als Bundesrath, das „h“ verlor das Wort Rath erst durch die Rechtschreibreform von 1901. Bei der Erweiterung des Norddeutschen Bundes zum Deutschen Reich 1871 hätte der Kaiser den Bundesrat gern in Reichsrat umbenannt. Sein Kanzler Otto von Bismarck überzeugte ihn davon, dass der föderative Charakter des Staatsorgans weiterhin betont werden sollte. Zum Reichsrat wurde der Bundesrat daher erst in der Weimarer Republik.

## Kompetenzen

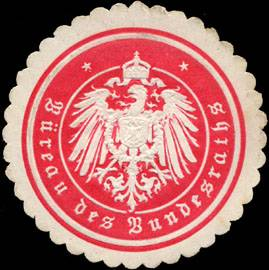
Siegelmarke „Büreau des Bundesraths“ (um 1900)

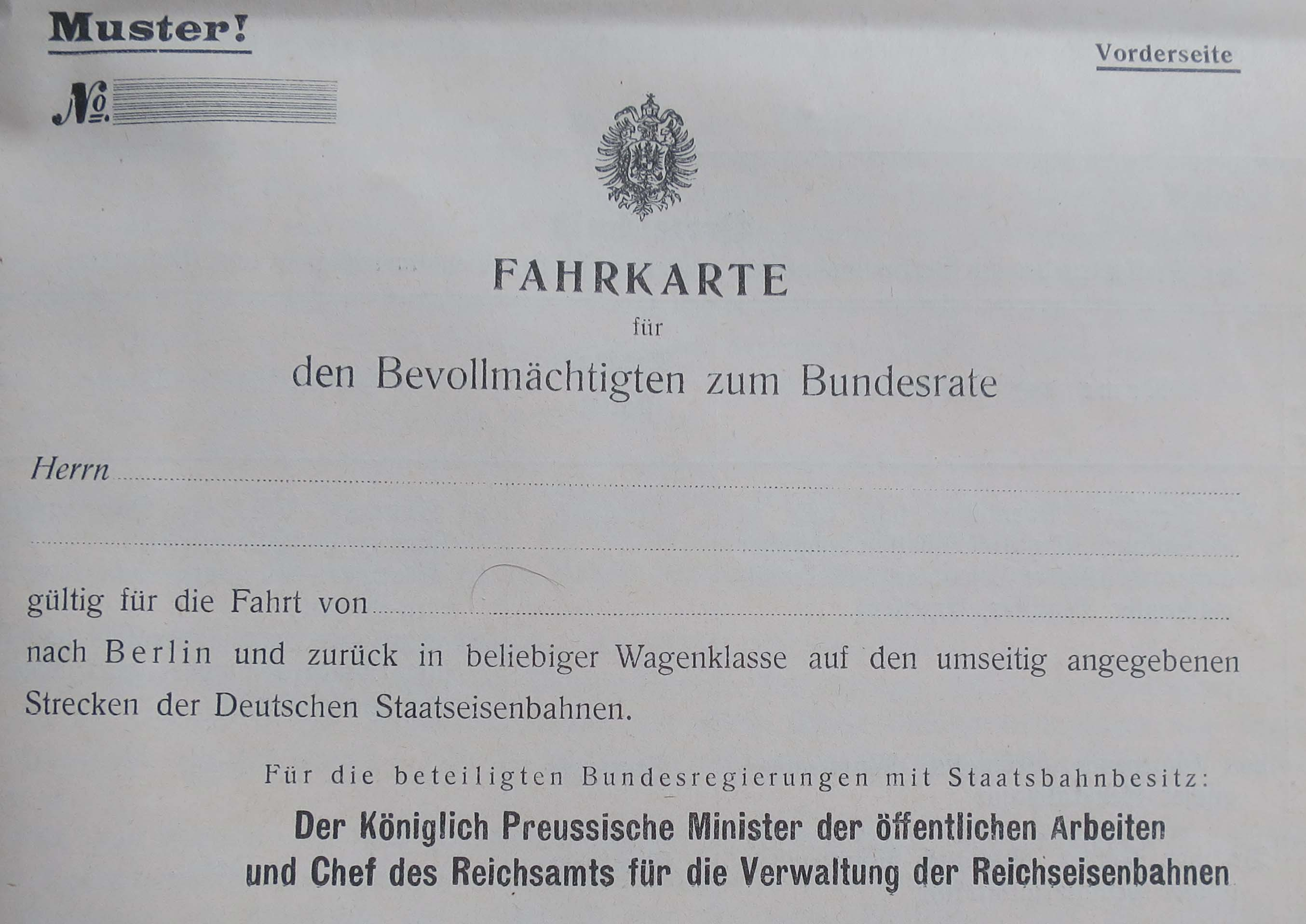
Muster einer Freifahrkarte für die Bevollmächtigten der Staaten am Bundesrat (1912)

Der Bundesrat vereinte in sich legislative und exekutive Kompetenzen, nach Maßgabe der Verfassung und von Reichsgesetzen. Damit war er bereits ein verfassungspolitisches Zwitterwesen. Außerdem waren ihm begrenzte verfassungsrichterliche Befugnisse anvertraut. Legislative und exekutive Funktionen waren:
- Mit dem Reichstag gleichberechtigte Teilnahme
  - an der Reichsgesetzgebung (Art. 5)
  - und beim Haushalt und der sonstigen Finanzgewalt (Art. 69, 73),
- Teilnahme beim Abschluss von Staatsverträgen und Kriegserklärungen (Art. 69),
- Mit dem Kaiser Entscheidung bei der Auflösung des Reichstags (Art. 24),
- Erlass von Rechtsverordnungen und allgemeinen Verwaltungsvorschriften (Art. 7),
- Teilnahme an der Ernennung von Reichsbeamten,
- Feststellung von Mängeln im Rahmen der Reichsaufsicht (Art. 7),
- Beschluss über die Einleitung der Reichsexekution (Art. 19).

Seit der Erweiterung der Autonomie im Jahr 1877 entschied in Elsaß-Lothringen der Landesausschuss über die Landesgesetze. Erlassen wurden sie formell allerdings durch den Kaiser, der Bundesrat musste dabei zustimmen.
Für den Bund bzw. das Reich war kein Verfassungsgericht vorgesehen, im Gegensatz zur Reichsverfassung von 1849, die solche Aufgaben einem höchsten Reichsgericht anvertraute. Bismarcks Lösung ähnelte der im Deutschen Bund, insofern die von ihm entworfene Verfassung bestimmte Aufgaben dem Bundesrat zuwies:
- Entscheidung über nichtprivatrechtliche Streitigkeiten zwischen Gliedstaaten (Art. 76),
- Erledigung von Verfassungsstreitigkeiten innerhalb der Gliedstaaten (Art. 76),
- Bewirkung gerichtlicher Hilfe im Fall der Justizverweigerung in einem Gliedstaat (Art. 77).

Für Streitigkeiten zwischen und in Gliedstaaten schien es legitim, das Föderativorgan mit der Schlichtung zu beauftragen, den Bundesrat. Der Sache nach war seine Funktion richterlicher Natur.

## Funktionsweise

### Bevollmächtigte und Abstimmungen
Jeder Gliedstaat konnte dem Bundesrat Vorschläge unterbreiten und hatte mindestens eine Stimme. Verfügte er über mehr Stimmen, mussten sie einheitlich abgegeben werden, da der Gliedstaat abstimmte und nicht etwa ein einzelner Bevollmächtigter nach eigenem Belieben abstimmen durfte. Es galt die einfache Mehrheit der abgegebenen (nicht: aller existierenden) Stimmen. Bei Stimmengleichheit entschieden die preußischen Stimmen.
Ein Bevollmächtigter konnte, musste aber kein Landesminister sein. Bismarck wünschte sich Landesminister zur Aufwertung des Bundesrats, doch viele Gliedstaaten bestellten stattdessen Beamte oder die Gesandten, die ihr Staat in Berlin hatte (Gliedstaaten durften weiterhin ihre eigenen Auslandsvertretungen haben). Preußen ernannte zunehmend nicht nur eigene Staatsminister, sondern auch Staatssekretäre der Reichsämter (eine Art Reichsminister) zu seinen Bevollmächtigten im Bundesrat.
Eine wichtige Unvereinbarkeit gab es: Ein Bevollmächtigter durfte nicht gleichzeitig Reichstagsmitglied sein (Art. 9 Abs. 2). Das galt als Hindernis zur Parlamentarisierung der Exekutive, wenngleich der Reichskanzler oder ein Staatssekretär kein Bundesratsmitglied sein musste. Als 1917/18 Politiker aus dem Reichstag Staatssekretäre wurden, behielten sie ihr Reichstagsmandat und wurden eben nicht zu Bevollmächtigten Preußens oder eines andern Gliedstaates ernannt. Damit aber waren sie der Macht ferner als ihre Kollegen mit Mitgliedschaft im Bundesrat. Bei den Oktoberreformen 1918 wurde der Artikel zwar nicht gestrichen, aber die Staatssekretäre erhielten Rederecht im Reichstag, auch wenn sie dem Bundesrat nicht angehörten.
Preußen hatte bei bestimmten Fragen ein Vetorecht, nämlich auf dem Gebiet des Militärwesens und der Marine (Art. 5) sowie bei bestimmten Gebrauchssteuern und im Zollwesen. Die 17 preußischen Stimmen reichten außerdem aus für ein Veto bei Verfassungsänderungen (14 Stimmen).

### Stimmenverteilung
- Preußen: 17
- Sachsen: 4
- Thüringen: 8
- Hessen: 1
- Mecklenburg: 2
- Hansestädte: 3
- Braunschweig: 2
- Kleinstaaten: 6

- Preußen: 17
- Bayern: 6
- Sachsen: 4
- Württemberg: 4
- Baden: 3
- Thüringen: 8
- Hessen: 3
- Mecklenburg: 2
- Hansestädte: 3
- Braunschweig: 2
- Kleinstaaten: 6

- Preußen: 17
- Bayern: 6
- Sachsen: 4
- Württemberg: 4
- Baden: 3
- Thüringen: 8
- Hessen: 3
- Mecklenburg: 2
- Hansestädte: 3
- Braunschweig: 2
- Kleinstaaten: 6
- Reichsland: 3

Die genaue Stimmenzahl für die einzelnen Gliedstaaten war in den Bundesverfassungen vorgegeben (Art. 6). Im Jahr 1867 waren es 43 Stimmen insgesamt. Die Zahlen gingen auf den Deutschen Bund zurück, wobei in der Verfassung von 1867 angemerkt wurde, dass Preußen zusammen mit den „ehemaligen Stimmen von Hannover, Kurhessen, Holstein, Nassau und Frankfurt“ (im alten Bundestag) auf 17 Stimmen kam. Diese Staaten hatte Preußen 1866 annektiert. Im Plenum des alten Bundestags (insgesamt 70 Stimmen) hatten Preußen und Hannover nämlich ursprünglich je vier Stimmen, Kurhessen und Holstein je drei, Nassau zwei und Frankfurt eine Stimme, zusammen 17 Stimmen.
Hessen-Darmstadt hatte zunächst nur 1 Stimme, nämlich für den Teil seines Staatsgebietes, das dem Norddeutschen Bund angehörte. Mit der Verfassung vom 1. Januar 1871 und dem Beitritt des übrigen Teils von Hessen-Darmstadt wurde dies auf 3 Stimmen erhöht. Dieselbe Verfassung erwähnte auch den Beitritt Badens mit 3 Stimmen. Die Gesamtzahl der Bundesratsstimmen steigerte sich also von 43 auf 48 Stimmen. Am 16. April folgten mit der abermals erneuerten Verfassung Württemberg und Bayern. Die Gesamtzahl stieg auf 58 Stimmen. Ab 1911 gewährte man dem Reichsland Elsaß-Lothringen drei Bundesratsstimmen, obwohl es weiterhin kein Bundesstaat war. Das brachte die Gesamtzahl schließlich auf 61.
Die Anzahl der preußischen Stimmen blieb stets unverändert. So hatte Preußen 1867 noch knapp 40 % der Bundesratsstimmen, das verringerte sich mit den Beitritten von 1871 auf einen Anteil von knapp 30 % und 1911 auf knapp 28 %. Zum Vergleich: Die Weimarer Verfassung von 1919 beschränkte den Anteil der preußischen Reichsratsstimmen auf höchstens 40 % (sogenannte clausula antiborussica). Sowohl im Kaiserreich als auch in der Weimarer Republik lebten in Preußen etwa zwei Drittel aller Deutschen.
| Bundesstaat (Deutsches Reich)       | Anzahl der Stimmen |
| ----------------------------------- | ------------------ |
| Preußen                             | 17                 |
| Bayern                              | 6                  |
| Sachsen                             | 4                  |
| Württemberg                         | 4                  |
| Baden                               | 3                  |
| Hessen                              | 3                  |
| Elsaß-Lothringen                    | 3                  |
| Mecklenburg-Schwerin                | 2                  |
| Braunschweig                        | 2                  |
| 17 Kleinstaaten mit je einer Stimme | 17                 |
| Gesamt                              | 61                 |

### Ausschüsse
Die Bevollmächtigten berieten sich teils im Plenum, teils in Ausschüssen. Einige der Ausschüsse waren nicht nur in der Geschäftsordnung, sondern auch in der Verfassung festgelegt. Als Bayern 1870 dem Bund beitrat, handelte es für sich den Vorsitz im Ausschuss für Auswärtige Angelegenheiten aus. Ein besonders politisches Gewicht ergab sich daraus nicht. In den übrigen Ausschüssen hatte Preußen den Vorsitz.
Die ständigen Bundesratsausschüsse waren:
- Ausschuß für das Landheer und die Festungen,
- Ausschuß für das Seewesen (Marine),
- Ausschuß für das Zoll- und Steuerwesen (Finanzen),
- Ausschuß für Handel und Verkehr,
- Ausschuß für Eisenbahnen, Post und Telegrafen,
- Ausschuß für Justizwesen,
- Ausschuß für Rechnungswesen,
- Ausschuß für Auswärtige Angelegenheiten,
- Ausschuß für Elsaß-Lothringen,
- Verfassungsausschuß,
- Ausschuß für das Eisenbahn-Gütertarifwesen.

## Entstehung und Stellung im politischen System

### Idee der Fürstenaristokratie
Laut Reichsverfassung war der Bundesrat das oberste Organ des Gesamtstaates und Träger der Souveränität des Reiches. Das Reich sei eine Fürstenaristokratie, hieß es in der Staatsrechtslehre. Mit dieser verschleiernden Darstellung umging man die Gretchenfrage, ob der Kaiser oder der Reichstag die souveräne Stellung einnahm, also ob das Reich eine konstitutionelle Monarchie oder eine parlamentarische Demokratie war.
Zur Verwirrung trug bei, dass in der konstitutionellen Monarchie der Fürst zwar nominell der Herrscher war, aber nicht regierte. Alle Handlungen eines Fürsten bedurften der Gegenzeichnung eines Ministers. So waren es auch nicht die Fürsten, die den Bund bzw. das Reich gegründet hatten (wie es laut Verfassungspräambel schien), sondern die Regierungen, gemeinsam mit dem Reichstag. Nicht die Fürsten waren Mitglied im Bundesrat, sondern sie setzten Regierungen ein, die wiederum Bevollmächtigte mit Instruktionen in den Bundesrat entsandten.

### Ursprüngliches Konzept
Außerdem sah der ursprüngliche Verfassungsentwurf, wie er 1867 dem konstituierenden Reichstag vorgelegt worden war, noch eine andere Rolle für den Bundesrat vor. Der Bundesrat sollte de facto die Regierung darstellen, der Reichskanzler und Vorsitzender des Bundesrats wäre nur ein „bloßer Vollzugshelfer“ (Michael Kotulla) gewesen. Damit hätte der Bundesrat in vielerlei Hinsicht noch mehr dem alten Bundestag des Deutschen Bundes geähnelt. Der Reichskanzler hätte dem „Präsidialgesandten“ im Bundestag entsprochen, dem Gesandten Österreichs, der den Vorsitz im Bundestag innehatte und dessen „Präsidialstimme“ bei Stimmengleichheit den Ausschlag gab. Ansonsten hatte der Präsidialgesandte im Bundestag keine besonderen Befugnisse. Bismarck stellte es sich so vor, dass er als preußischer Ministerpräsident die Präsidialstimmen Preußens im Bundesrat instruierte und auch den entscheidenden Einfluss auf den Kanzler hätte, auch wenn der Kanzler selbst durch das Bundespräsidium (den preußischen König) ernannt wurde. Als Kanzler hatte Bismarck bereits an Karl Friedrich von Savigny gedacht, den letzten preußischen Bundestagsgesandten.
Der konstituierende Reichstag hingegen war der Meinung, dass ein solches System die Bundesexekutive für den Reichstag mehr oder weniger unangreifbar gemacht hätte. Stattdessen verlangte der Reichstag eine verantwortliche Regierung wie auch zum Beispiel in Preußen. In der damaligen Zeit dachte man bei Verantwortlichkeit noch nicht daran, dass eine Regierung auf Verlangen des Parlaments zurücktreten musste. Aber die Regierung übernahm mit der Gegenzeichnung die Verantwortung für die Handlungen des Monarchen. Damit war die Regierung in der konstitutionellen Monarchie kein bloßer Handlanger eines Monarchen, der selbst weiterhin als unverletzlich galt und nicht angeklagt werden konnte.

### Kanzler und Bundesrat

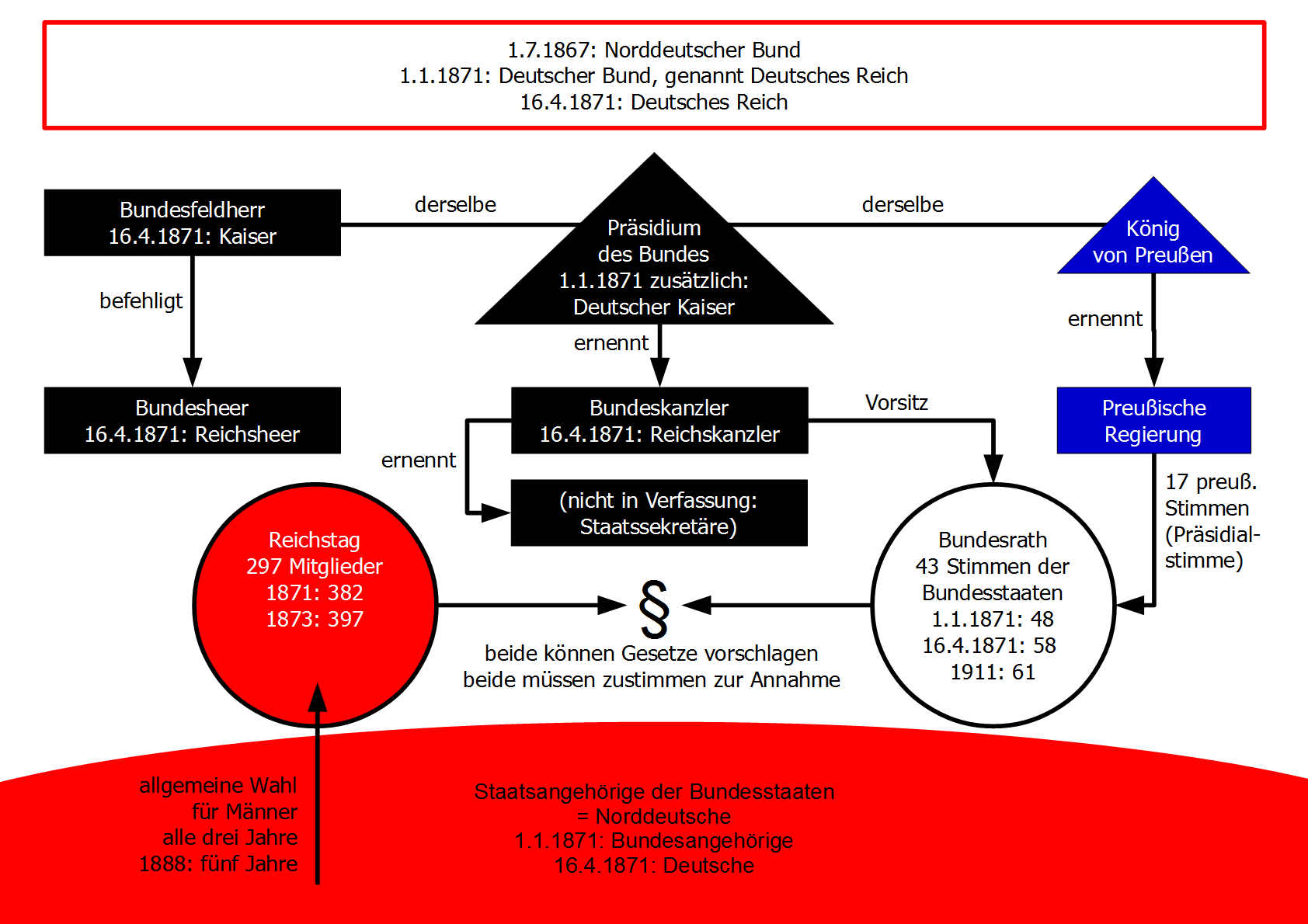
Der Bundesrat im politischen System des Norddeutschen Bundes bzw. des Kaiserreichs

Der 1867 gefundene Kompromiss zwischen Reichstag und Reichskanzler Bismarck (Lex Bennigsen) sorgte dafür, dass der Kanzler doch noch ein verantwortlicher Minister wurde, auch wenn das Wort „Minister“ nicht im Verfassungstext erscheint. Erst dadurch entschloss sich Bismarck, selbst Kanzler zu werden. Er blieb preußischer Ministerpräsident und Außenminister. Das war zunächst allein schon deshalb sinnvoll, weil die Bundesexekutive noch keinen eigenen Regierungsapparat hatte. Die Verfassung selbst hatte allerdings gar nicht vorgeschrieben, dass Kanzler und preußischer Ministerpräsident dieselbe Person sein mussten.
Bismarck und seine Nachfolger erhielten ihre starke Stellung im politischen System erst durch diese Kombination. Die Befugnisse des Kanzlers waren, der Entstehungsgeschichte dieses Amtes wegen, eher dürftig. Anders als in vielen anderen Staaten hatte der Kanzler im Parlament (dem Reichstag) kein Rederecht, er bzw. der Kaiser konnte dem Reichstag keine Gesetzentwürfe vorlegen, hatte kein Vetorecht gegenüber Gesetzen und konnte den Reichstag nicht auflösen. Doch dank seiner Stellung in Preußen wurde der Kanzler Bundesratsmitglied, erhielt dadurch Rederecht im Reichstag und verfügte über die 17 preußischen Bundesratsstimmen. Sie wurden die Grundlage für Mehrheitsbeschlüsse des Bundesrats. Zwar durfte nur ein Gliedstaat dem Bundesrat Vorschläge unterbreiten, in der Praxis aber war es oft der Kanzler.
Die verfassungsrechtliche Macht des Bundesrates kam so dem Reichskanzler zugute. Darum behandelte der Kanzler seine Bundesratskollegen stets sehr zuvorkommend. Diese wiederum verhalfen dem Bundesrat zu einem geschlossenen Auftreten nach außen. Sie nutzten beispielsweise ihr Rederecht im Reichstag niemals dazu, eine abweichende Meinung kundzutun.
Im Kontrast zur dauerhaft starken Kompetenz des Bundesrates stand das Desinteresse der breiten Öffentlichkeit. Zwar besaß der Bundesrat hohes Ansehen bei Sachverständigen. Doch er stand weder besonders in der Kritik noch zog er Zuneigung auf sich. Das lag allein schon daran, dass der Bundesrat nicht öffentlich tagte. Eben weil der Bundesrat ein wichtiges Instrument für ihn war und den Föderalismus im Reich betonte, wünschte Bismarck sich eine Aufwertung des Bundesrats. Er dachte daran, die Sitzungen öffentlich zu machen, doch dies hätte nichts daran geändert, dass das Volk sich mehr für die unitarischen (einheitsstaatlichen) Organe wie den Kaiser und den Reichstag interessierte.

## Erster Weltkrieg
Kurz nach Ausbruch des Ersten Weltkrieges verabschiedete am 4. August 1914 der Reichstag einstimmig eine Reihe von Gesetzen: Dazu gehörte das Gesetz über die Ermächtigung des Bundesrats zu wirtschaftlichen Maßnahmen und über die Verlängerung der Fristen des Wechsel- und Scheckrechts im Falle kriegerischer Ereignisse, kurz Kriegs-Ermächtigungsgesetz. Mit diesem Ermächtigungsgesetz übertrug der Reichstag seine Mitbestimmungsrechte in der Gesetzgebung teilweise an den Bundesrat.
Das war an sich verfassungswidrig bzw. eine Verfassungsdurchbrechung, wie sie im Verfassungsrecht durchaus umstritten war. Der Begriff des Wirtschaftlichen war dehnbar, allerdings hat der Bundesrat eher maßvoll vom Kriegs-Ermächtigungsgesetz Gebrauch gemacht. Er musste die gesetzvertretenden Notverordnungen dem Reichstag vorlegen, der wiederum nur selten Einspruch erhob. Beide Staatsorgane scheuten sich vor einem offenen Konflikt.
Gegen Ende des Ersten Weltkrieges fand am 10. November 1918 eine Besprechung im Reichskanzlerpalais statt. Dazu hatte der neue Rat der Volksbeauftragten, der die Rechte des Kaisers und des Kanzlers wahrnahm, auch den Reichstagspräsidenten Constantin Fehrenbach eingeladen. Der Ratsvorsitzende Friedrich Ebert sagte bei der Besprechung, dass der Reichstag nicht wieder einberufen werden solle; über dessen Auflösung gebe es noch keinen Beschluss.
Für eine Reichstagsauflösung wäre verfassungsgemäß ein Beschluss des Bundesrats nötig gewesen. In der Revolution war für den Bundesrat als Exekutiv- und Legislativorgan jedoch kein Raum. Andererseits wollte Ebert den Bundesrat nicht einfach auflösen, um sich die (mittlerweile ebenfalls revolutionären) Landesregierungen nicht zum Gegner zu machen. Am 14. November erließ der Rat schließlich eine Verordnung, der zufolge der Bundesrat seine Verwaltungsbefugnisse weiter ausüben solle. Das bedeutete implizit, dass die übrigen Kompetenzen beendet waren.